# Erlanger Spur
Der Erlanger Spur ist ein Felssporn im westantarktischen Queen Elizabeth Land. In der Forrestal Range der Pensacola Mountains bildet er den südwestlichen Ausläufer des Lexington Table. Er ragt südlich des Abele Spur auf und erstreckt sich westwärts zum Blount-Nunatak.
Das Advisory Committee on Antarctic Names benannte ihn auf Vorschlag des US-amerikanischen Geologen Arthur B. Ford. Namensgeber ist George L. Erlanger, Elektronikspezialist des Unternehmens Geophysical Survey Systems Inc. aus Nashua in New Hampshire, der von 1973 bis 1974 an den Vermessungen des Cold Regions Research and Engineering Laboratory (CRREL) des United States Army Corps of Engineers in den Pensacola Mountains beteiligt war.